# Ovenna subgriseola
Ovenna subgriseola là một loài bướm đêm thuộc phân họ Arctiinae, họ Erebidae.